# Georg Borgström (läkare)
Georg Henrik Borgström, född 13 maj 1943 i Sibbo, är en finländsk läkare. 
Borgström var chefläkare för hälsoarbetet i Kyrkslätt-Sjundeå 1974–1975 och assistentläkare vid Helsingfors universitetscentralsjukhus 1975–1978. Han blev medicine och kirurgie doktor 1981, var forskare vid Samfundet Folkhälsans genetiska institution i flera repriser och blev docent i medicinsk cytogenetik vid Helsingfors universitet 1990. Han var 1984 gästprofessor vid Mayo Clinic i USA och har gjort viktiga insatser som medicinsk popularisator, en livsglädjens och det goda skrattets apostel, bland annat som uppskattad radiodoktor i finlandssvensk radio. Känd är han även som energisk förespråkare för förfinad vinkultur. På det området har han utvecklat ett omfattande skriftställarskap genom en egen spalt i Hufvudstadsbladet och medverkan i en rad samlingsverk.

## Utmärkelser
- Riddare av Dannebrogorden,  1996[1]
- Riddare av Solidaritetens stjärnorden,  3 februari 2003[2]
- Riddare av 1. klass av Nordstjärneorden,  2004[3]
- Österrikiska republikens förtjänstorden i guld,  2007[4]
- Riddare av Civiltjänstorden[5]
- Riddare av Jordbruksförtjänstorden[6]

[Redigera Wikidata]